# 拉普申 (日達喬夫區)
49°17′8″N 24°16′52″E / 49.28556°N 24.28111°E

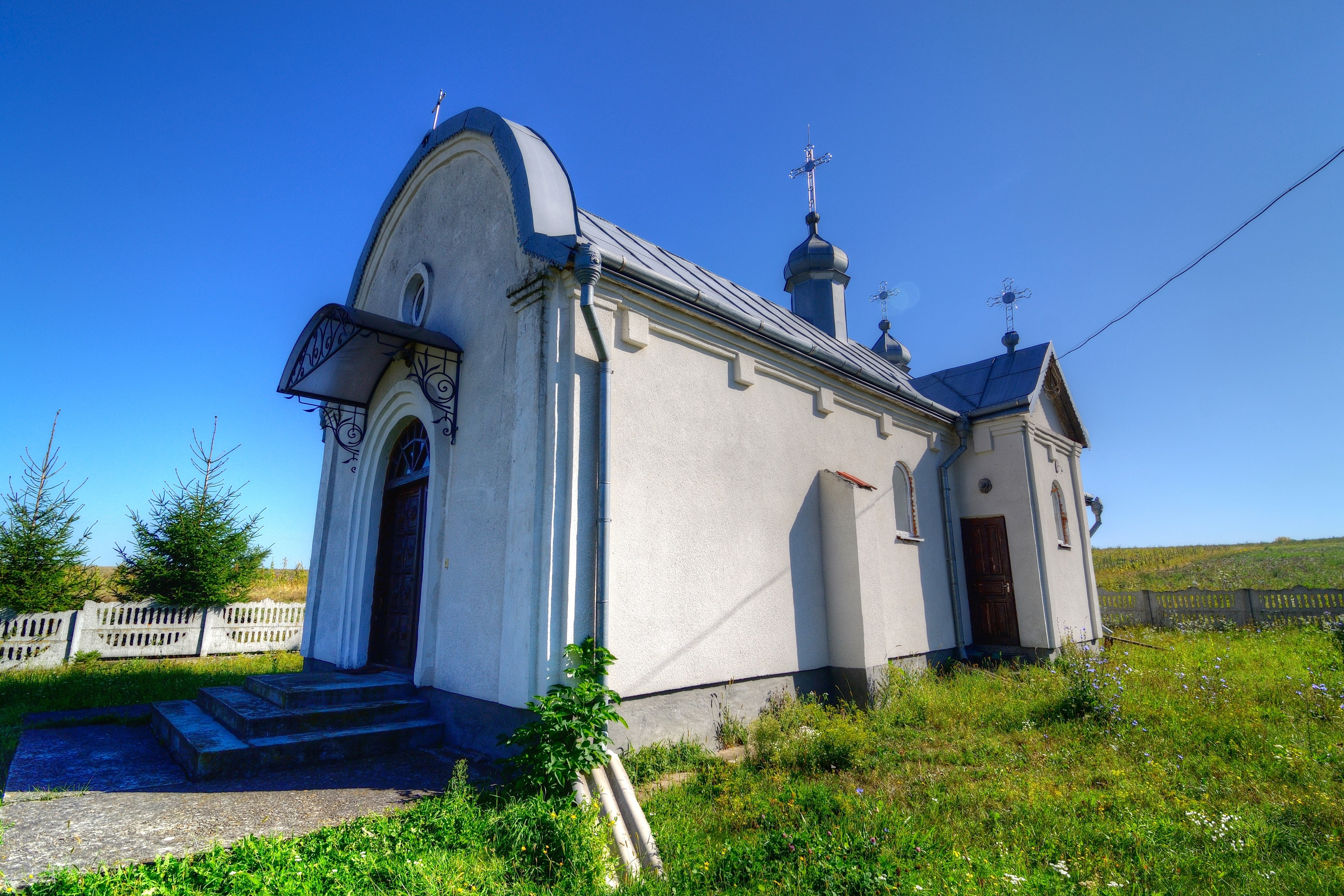

拉普申（烏克蘭語：Лапшин），是烏克蘭西部的村莊，隸屬利維夫州的斯特雷區。該村面積0.52平方公里，海拔高度257米，2001年人口99，人口密度每平方公里190.38人。